# Хейс (тауншип, Миннесота)
Хейс (англ. Hayes) — тауншип в округе Суифт, Миннесота, США. На 2000 год его население составило 221 человек.

## География
По данным Бюро переписи населения США площадь тауншипа составляет 93,0 км², из которых 90,3 км² занимает суша, а 2,7 км² — вода (2,87 %).

## Демография
По данным переписи населения 2000 года здесь находились 221 человек, 85 домохозяйств и 69 семей.  Плотность населения —  2,4 чел./км².  На территории тауншипа расположено 93 постройки со средней плотностью 1,0 построек на один квадратный километр. Расовый состав населения: 100,00 % белых.
Из 85 домохозяйств в 34,1 % воспитывались дети до 18 лет, в 77,6 % проживали супружеские пары и в 18,8 % домохозяйств проживали несемейные люди. 15,3 % домохозяйств состояли из одного человека, при том 3,5 % из — одиноких пожилых людей старше 65 лет. Средний размер домохозяйства — 2,60, а семьи — 2,90 человека.
24,4 % населения — младше 18 лет, 5,4 % — в возрасте от 18 до 24 лет, 27,6 % — от 25 до 44, 24,9 % — от 45 до 64, и 17,6 % — старше 65 лет. Средний возраст — 41 год. На каждые 100 женщин приходилось 104,6 мужчин.  На каждые 100 женщин старше 18 приходилось 119,7 мужчин.
Средний годовой доход домохозяйства составлял 39 583 доллара, а средний годовой доход семьи —  44 643 доллара. Средний доход мужчин —  30 625  долларов, в то время как у женщин — 21 607. Доход на душу населения составил 29 279 долларов. За чертой бедности находились 6,1 % семей и 10,8 % всего населения тауншипа, из которых 5,6 % младше 18 и 5,9 % старше 65 лет.